# Haroun Tazieff
Haroun Tazieff, född 11 maj 1914 i Warszawa, död 2 februari 1998 i Paris, var en fransk vulkanolog och politiker. Med sina dokumentärfilmer populariserade han vulkanologi för den stora publiken.

## Biografi
Haroun Tazieff föddes kort innan Polens självständighet och utvandrade 1921 med sin mor till Belgien där han studerade agronomi och geologi. Han bosatte sig i Frankrike 1953 och blev fransk medborgare 1971.
Då han arbetade i Belgiska Kongo 1948 bevittnade han ett vulkanutbrott. Därefeter ägnade han sig åt vulkanologi och gjorde en rad dokumentärfilmer, framför allt Möte med djävulen (1958), med vilken han fick ett internationellt genombrott och Le Volcan interdit från 1966 som nominerades till Oscar för bästa dokumentär. Han skrev också många böcker om vulkaner.
Haroun Tazieff hade också en karriär som politiker. Han var borgmästare i Mirmande 1979–1989, satt i Isère departementsfullmäktige (conseil général) 1988–1994 och i Rhône-Alpes regionfullmäktige (conseil régional) 1992–1995. Från 1984 till 1986 var han statssekreterare för natur- och teknikrisker i Laurent Fabius regering.

## Utmärkelser
Asteroiden 8446 Tazieff är uppkallad efter honom.